# Relazioni estere della Groenlandia
Facendo parte del Regno di Danimarca, le relazioni estere della Groenlandia sono gestite in cooperazione con il governo danese e il governo della Groenlandia.
A differenza della Danimarca, la Groenlandia non fa più parte dell'Unione Europea, la nazione ha cambiato il suo status in Territorio Speciale dell'Unione Europea, un territorio dipendente che ha una relazione speciale con uno stato membro dell'UE. Tuttavia, la Groenlandia rimane un membro del Consiglio d'Europa e della NATO.

## Aspetti generali delle relazioni diplomatiche
Con il Regno di Danimarca che ha la responsabilità di gestire gli affari internazionali della Groenlandia, altre nazioni spesso non hanno una rappresentanza diretta in Groenlandia, le loro ambasciate o consolati in Danimarca sono responsabile delle loro relazioni con la Groenlandia e i loro cittadini in Groenlandia. La Groenlandia è rappresentata internazionalmente dalle ambasciate e consolati della Danimarca, sebbene la Groenlandia partecipi direttamente in alcune organizzazioni nordiche come il West Nordic Council e l'Associazione dei paesi e territori d'oltremare che garantiscono l'adesione per i territori dipendenti.
Gli Stati Uniti d'America hanno riaperto il loro consolato a Nuuk, chiuso nel 1953, nel giugno 2020.

### Consolati Generali
- Nuuk, Groenlandia
  -  Islanda (Consolato Generale)
  -  Stati Uniti (Consolato Generale)[2]

### Consoli onorari
- Nuuk, Groenlandia
  -  Belgio (Console onorario)
  -  Canada (Console onorario)
  -  Rep. Ceca (Console onorario)
  -  Finlandia (Console onorario)
  -  Francia (Console onorario)
  -  Germania (Console onorario)
  -  Corea del Sud (Console onorario)
  -  Lussemburgo (Console onorario)
  -  Paesi Bassi (Console onorario)
  -  Norvegia (Console onorario)
  -  Svezia (Console onorario)
  -  Regno Unito (Console onorario)
- Tasiilaq, Groenlandia
  -  Islanda (Console onorario)
- Qaqortoq, Groenlandia
  -  Lettonia (Console onorario)

## Rappresentanza diplomatica
La Groenlandia ha uffici rappresentativi in diverse nazioni oppure è rappresentata dalle Ambasciate Danesi in tutto il mondo. Il Self-Government Act del 2009 permette all'isola di aprire uffici diplomatici per il commercio e altri settori in cui è responsabile.

### Attuale rappresentanza
- Belgio

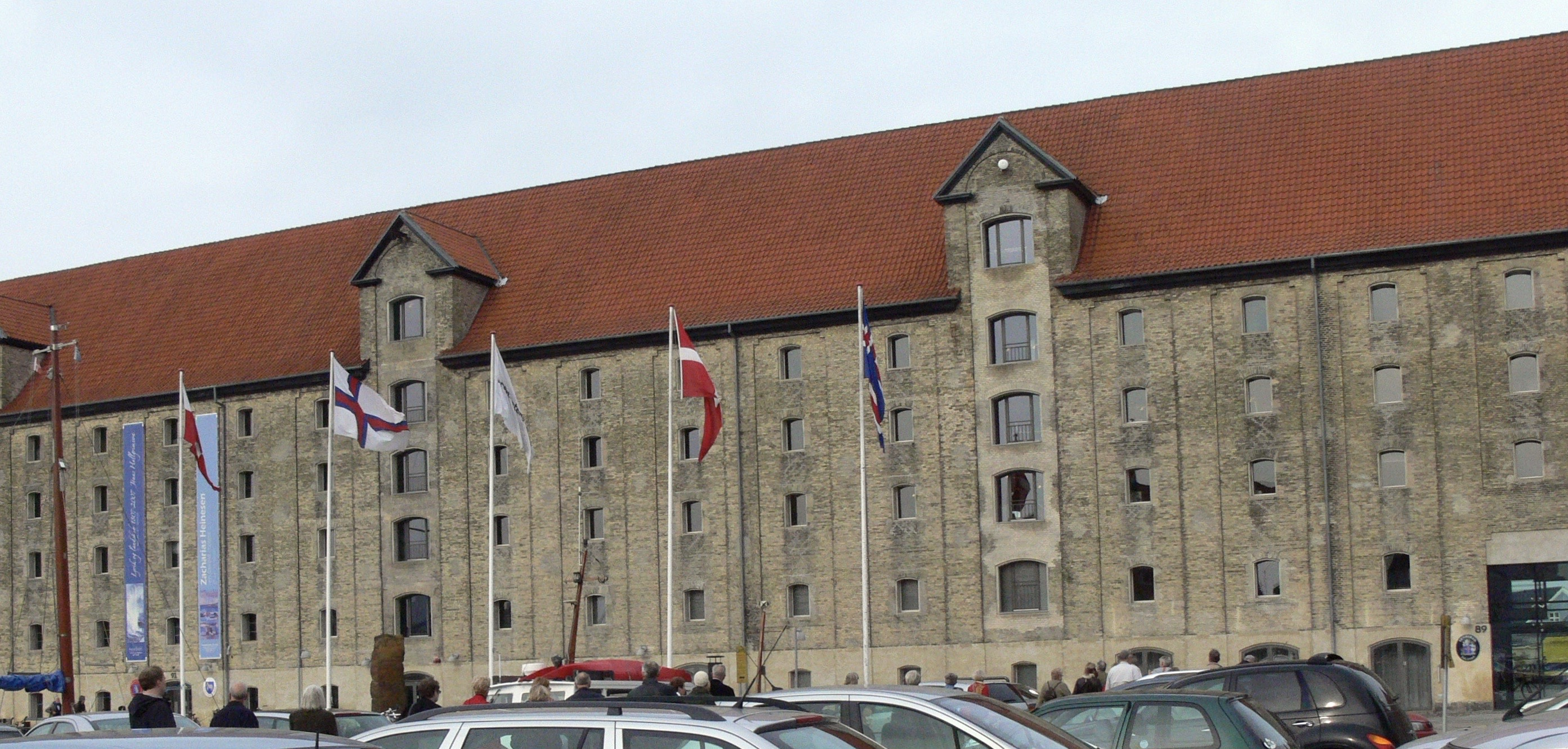
Ufficio di rappresentanza della Groenlandia a Copenaghen

  - Bruxelles (Ufficio di Rappresentanza)
- Danimarca
  - Copenaghen (Ufficio di Rappresentanza)
- Islanda
  - Reykjavík (Ufficio di Rappresentanza)[4][5]
- Stati Uniti
  - Washington, D.C. (Ufficio di Rappresentanza)[6]

### Rappresentanza pianificata
- Cina
  - Pechino (Ufficio di Rappresentanza)[3][7]
- Stati Uniti
  - New York (Ufficio di Rappresentanza)[3]

## Dispute internazionali
- Qaanaaq (precedentemente Thule) è una zona sensibile, perché dell'allontanamento forzato della popolazione locale durante la creazione della base, la gestione della rimozione, il risarcimento della gente del posto ed incidenti successivi hanno aggravato il caso.
- Incontestata disputa con il Canada sulla sovranità dell'Isola Hans nel Canale Kennedy tra l'isola canadese di Ellesmere e la Groenlandia.